# Dijkerhoek
Dijkerhoek est un hameau situé dans la commune néerlandaise de Rijssen-Holten, dans la province d'Overijssel. Le 1er janvier 2008, Dijkerhoek comptait 470 habitants.